# Островная хутия
Островная хутия (лат. Geocapromys thoracatus) — вымерший вид грызунов из подсемейства хутиевых семейства щетинистых крыс. Был эндемиком карибского острова Малый Сисне, Гондурас.
Представителей этого вида не видели с начала 1950-х годов. Они вымерли из-за хищничества со стороны кошек, которые были завезены сюда до 1960-х годов.
Видовое название происходит от греч. θωρακας — «нагрудный знак» указывает на поперечную полосу меха кремового цвета на груди, которая характерна для этого вида.
Длина тела от 33 до 35 см. Уши по сравнению с другими видами этого рода большие. Мех сверху серо-коричневый, на брюхе светло-коричневый. Большинство волосинок на спине светло-коричневые с коричнево-рыжей основой, но вперемешку с длинными тёмно-коричневыми волосками, особенно по центру спины. Длина волосков 20—25 мм. По бокам, которые светлее чем спина и темные чем брюхо, тёмно-коричневые спинные волоски дают путь собственно коричневым. 8—10 тонких вибрисс имеют длину 50 мм. Уши сравнительно крупные и, кажется, почти голые, хотя внешние и внутренние поверхности имеют разреженное покрытие из чрезвычайно коротких тонких волосков. Кисти на ушах отсутствуют. Хвост короткий, примерно равный длине задних ног, и со скудным покрытием длинными тёмно-коричневыми волосками. Молочных желёз две с каждой стороны, расположены примерно посередине на грудной клетке. Половой диморфизм не выявлен, но самцы немного больше. Вероятно, масса взрослых животных должна была составлять до 1 кг.
Островная хутия известна с острова Малый Сисне. Это крошечный (2 км²), удаленный (расстояние до ближайшего берега 180 км) островок на северо-западе Карибского моря, образованный поднятием коралловых известняков. Хотя Большой Сисне находится всего в 0,5 км к западу от Малого и покрыт пышной растительностью, нет никаких доказательств обитания этого вида на нём. Плато острова густо покрыто невысокими деревьями, колючими кустарниками и кактусами, которые формируют низкий навес над покрытой острыми трещинами, глубоко эродированных известковой поверхностью. Поэтому животные не имеют возможности рыть норы и живут в зубчатых трещинах в коралловой породы. Как и другие представители вида, островная хутия была травоядным видом.